# Olcani
Olcani (korsisch Olchini) ist eine Gemeinde im französischen Département Haute-Corse auf der Mittelmeerinsel Korsika. Sie gehört zum Kanton Cap Corse im Arrondissement Bastia.

## Geografie
Olcani liegt auf dem Cap Corse und besteht aus den Dörfern Lainosa und Ferragini. Die Nachbargemeinden sind
- Ogliastro im Nordwesten und im Norden,
- Sisco im Nordosten,
- Brando im Osten und im Südosten,
- Olmeta-di-Capocorso im Süden,
- Nonza im Südwesten und im Westen.

## Bevölkerungsentwicklung
| Jahr      | 1962 | 1968 | 1975 | 1982 | 1990 | 1999 | 2008 | 2012 |
| --------- | ---- | ---- | ---- | ---- | ---- | ---- | ---- | ---- |
| Einwohner | 144  | 124  | 96   | 80   | 65   | 55   | 65   | 84   |

## Sehenswürdigkeiten
- Kapelle Santa Croce
- Kirche Saint-Roch (korsisch San Roccu)
- Kirche Saint-André (korsisch Sant-Andrea)
- Kirche San Quilico
- Oratorium Saint-Jean-Baptiste in Lainosa

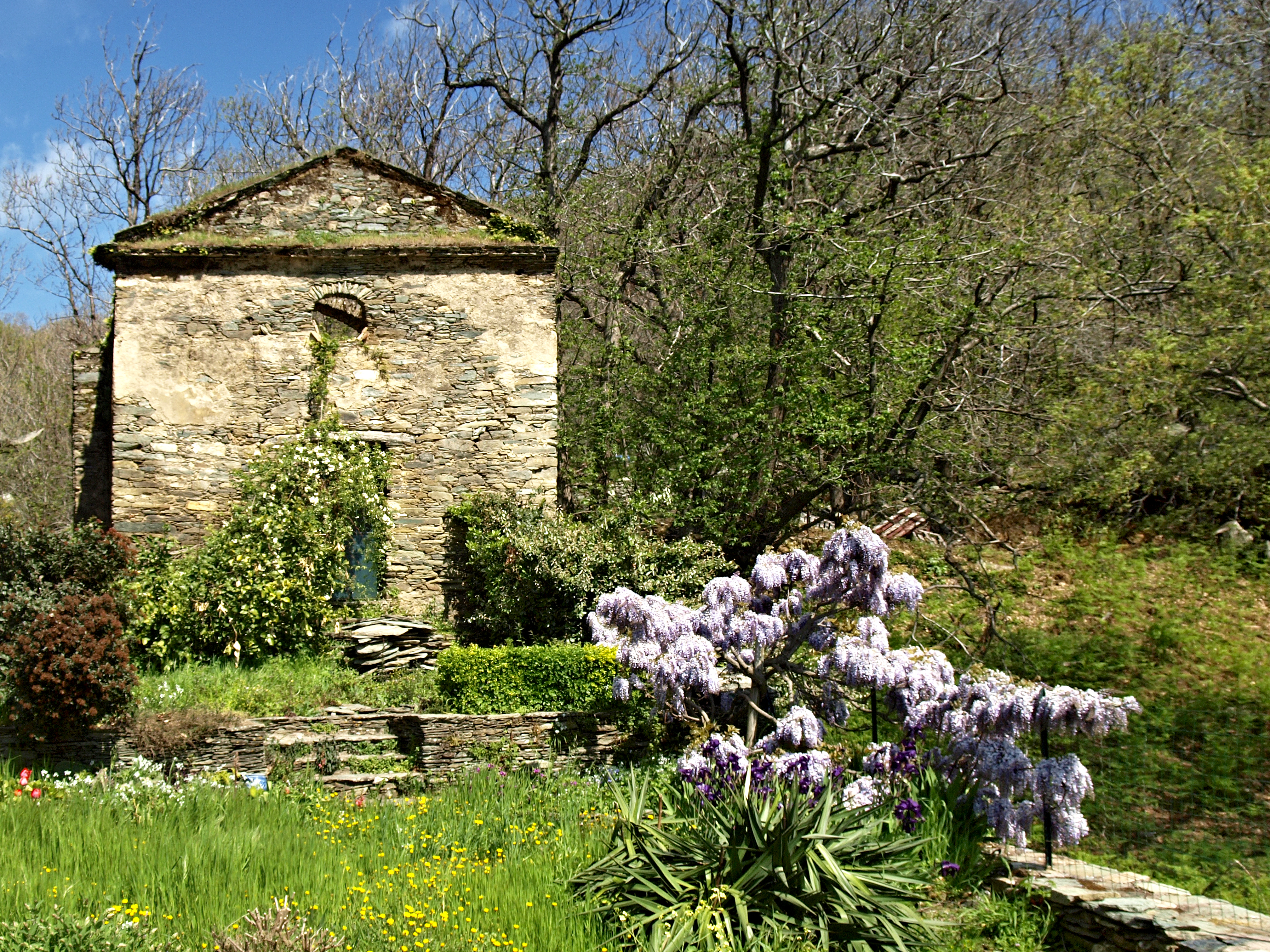
Kapelle Santa Croce
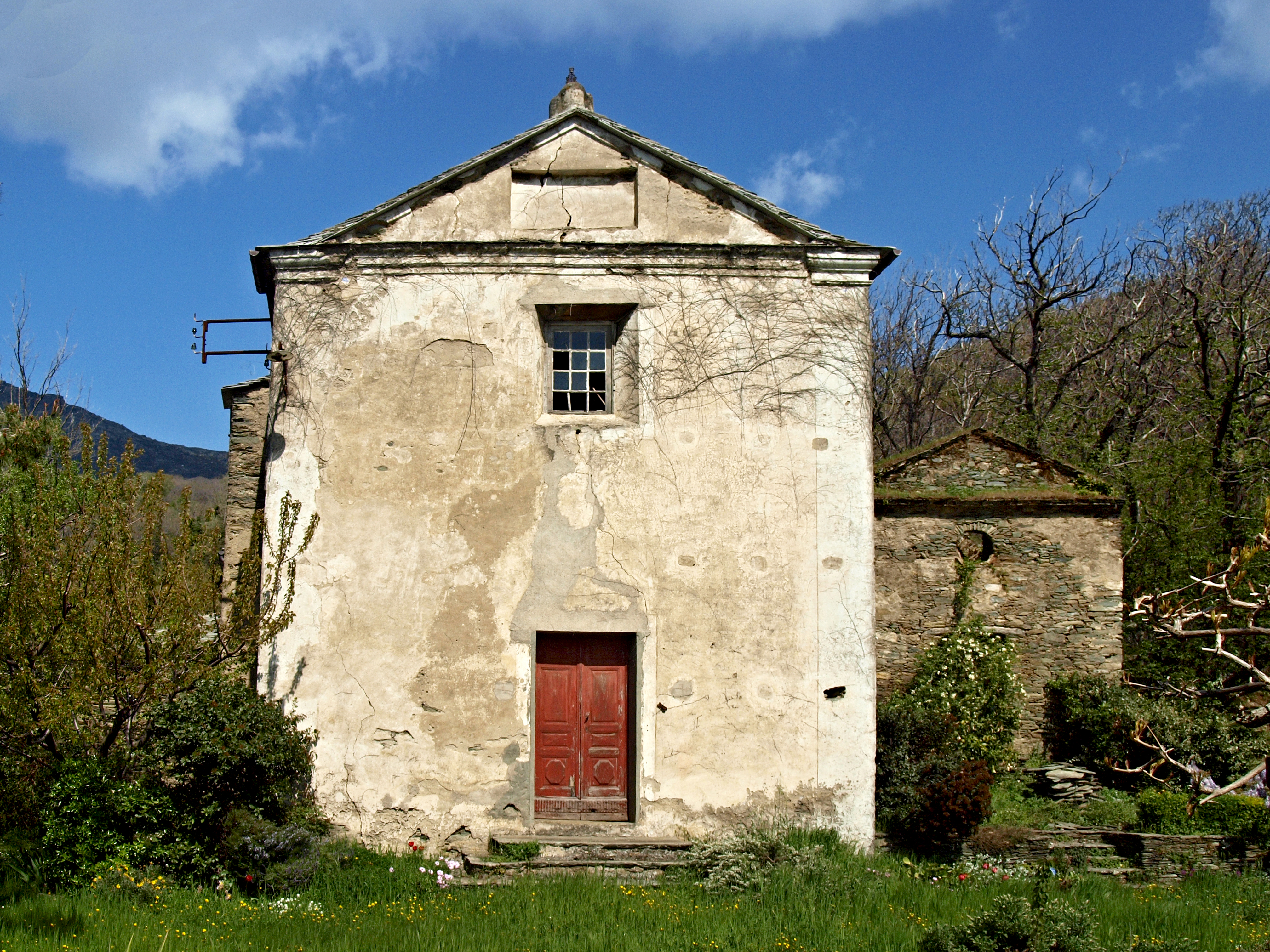
Kirche Sant-Andrea
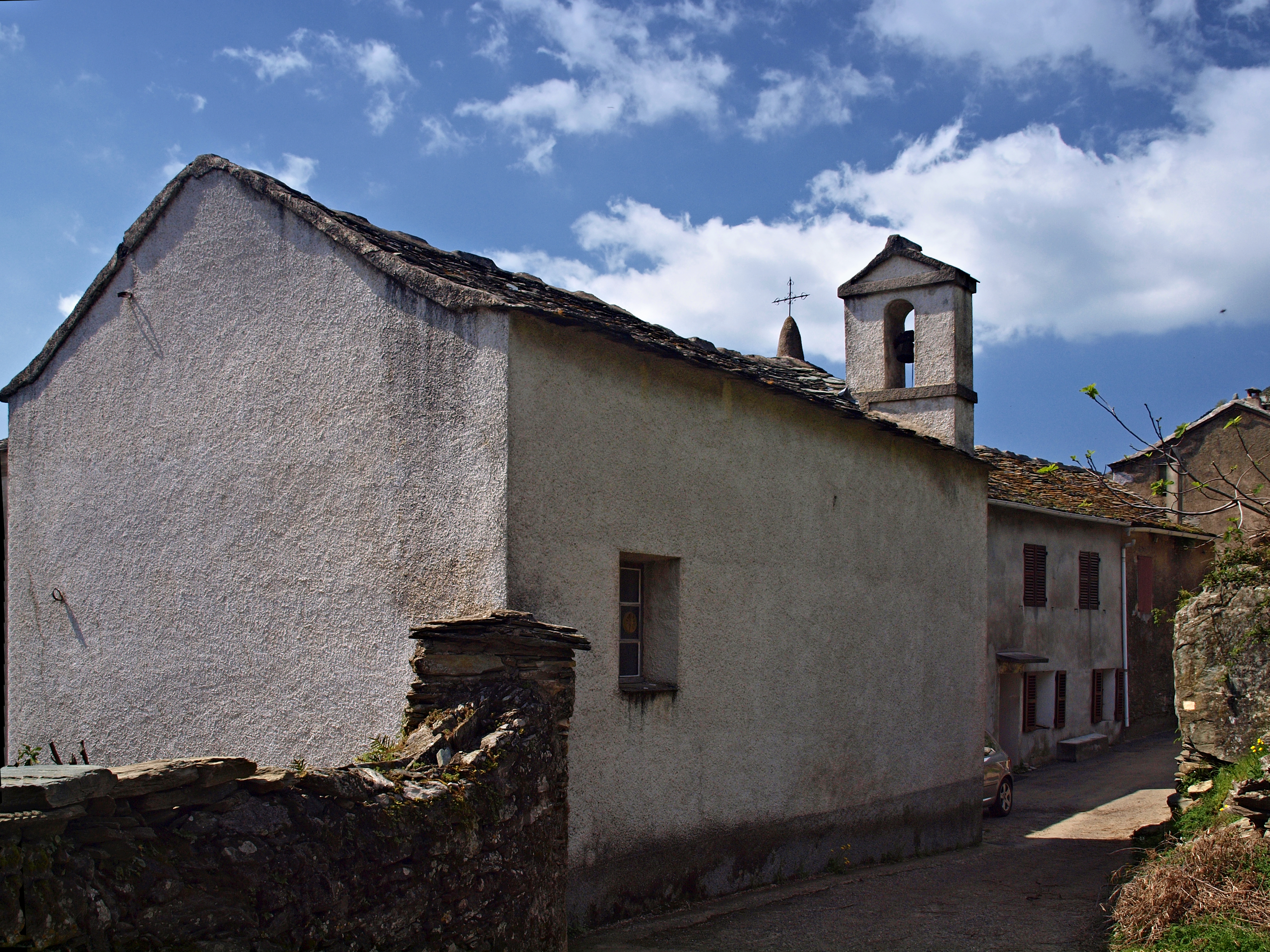
Kirche Saint-Roch
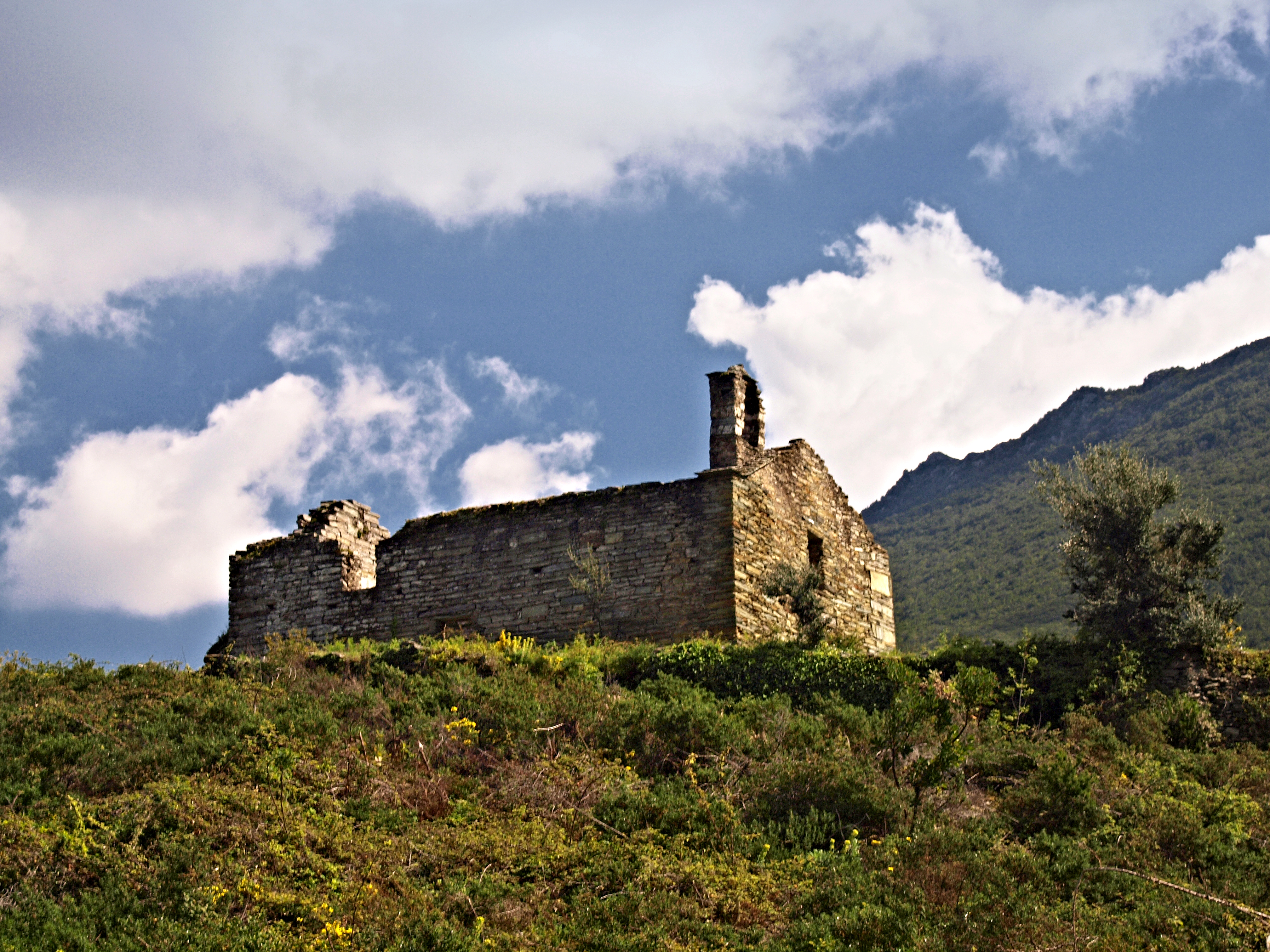
Kirche San Quilicu